# Camptochaete fallax
Camptochaete fallax är en bladmossart som beskrevs av Renauld in Grandidier 1899. Camptochaete fallax ingår i släktet Camptochaete och familjen Lembophyllaceae. Inga underarter finns listade i Catalogue of Life.